# Mogens Engstrøm
Mogens Engstrøm (født 18. februar 1942) er en tidligere dansk fodboldspiller og skolelærer
Mogens Engstrøm var back på de B 1909-hold som blev Danmarksmester 1964 og landspokalfinalen 1962. 